# Hry o Marii
Hry o Marii, H. 236 (Els miracles de Maria), és una òpera en quatre actes, o un cicle de quatre òperes d'un acte, composta per Bohuslav Martinů sobre un llibret en txec de Vítězslav Nezval, Henri Ghéon, Vilém Zavada, Julius Zeyer i textos populars recollits per Bohuslav Martinů. Es va estrenar el 23 de febrer de 1935 al Teatre Nacional de Brno, dirigida per Antonín Balatka.